# Oxystophyllum govidjoae
Oxystophyllum govidjoae är en orkidéart som först beskrevs av Rudolf Schlechter, och fick sitt nu gällande namn av Mark Alwin Clements. Oxystophyllum govidjoae ingår i släktet Oxystophyllum och familjen orkidéer. Inga underarter finns listade i Catalogue of Life.